# Area naturale protetta di interesse locale Parco fluviale dell'Alta Val d'Elsa

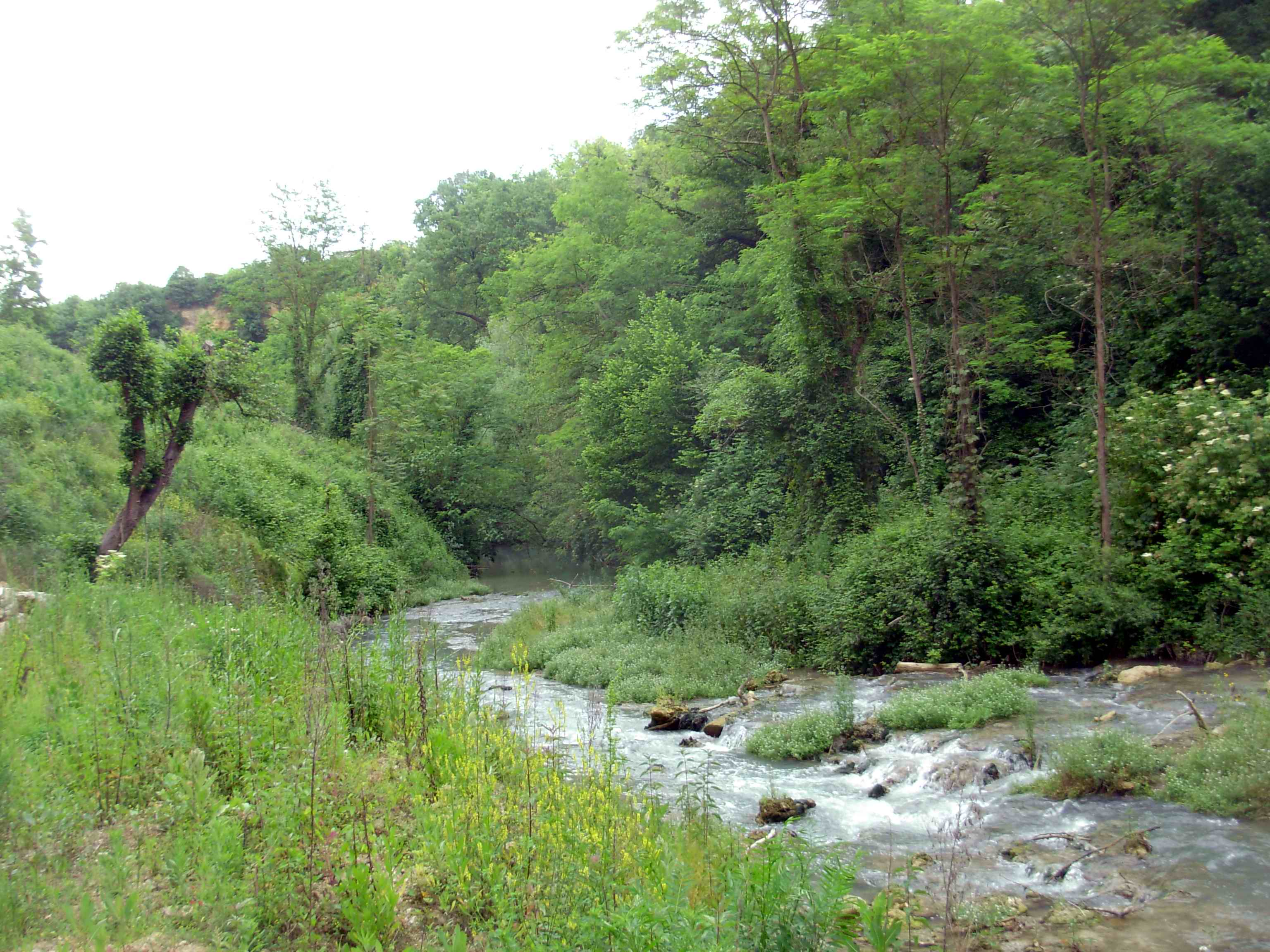
un tratto del fiume

L'area naturale protetta di interesse locale Parco Fluviale dell'Alta Val d'Elsa è stata istituita, per volere dell'Amministrazione Comunale di Colle di Val d'Elsa, dalla Regione Toscana con deliberazione del Consiglio regionale n. 256 del 16/07/1997.

## Finalità
L'istituzione è dovuta sia al valore paesaggistico e storico sia al valore naturalistico e ambientale del tratto del fiume Elsa all'interno dell'abitato di Colle di Val d'Elsa, con lo scopo di tutelare, mantenere e recuperare gli originali assetti naturalistici. 
I punti del programma sono infatti quelli di prevenire situazioni di degrado ambientale, di garantire la qualità delle acque e dell'intero ecosistema che presenta aspetti microclimatici particolari, di provvedere alla regimentazione delle acque, di valorizzare tutta l'area con attività di educazione ambientale destinata sia alle istituzioni scolastiche sia ai turisti amanti della natura.

## L'area
L'area tutelata copre il percorso del fiume nel tratto urbano di Colle di Val d'Elsa, che va dal Ponte di Santa Giulia, a sud della città, fino al Ponte di Spugna, comprendendo anche Le Caldane, una sorgente termale già conosciuta in epoca etrusca e romana, e la zona delle Vene. Sono questi i punti da cui il fiume trae le maggiori risorse idriche tanto da variare, nella consuetudine locale, l'Elsa morta in Elsa viva.

## Il Sentierelsa
Per la valorizzazione del tratto urbano del fiume è stato approntato, grazie all'opera dei volontari dell'ARCI Pesca cittadino, un percorso attrezzato, il “Sentierelsa”, che, nell'attualità, si snoda per circa 4 km lungo le rive dell'Elsa dal Ponte di San Marziale di Limoges al Ponte di Spugna.

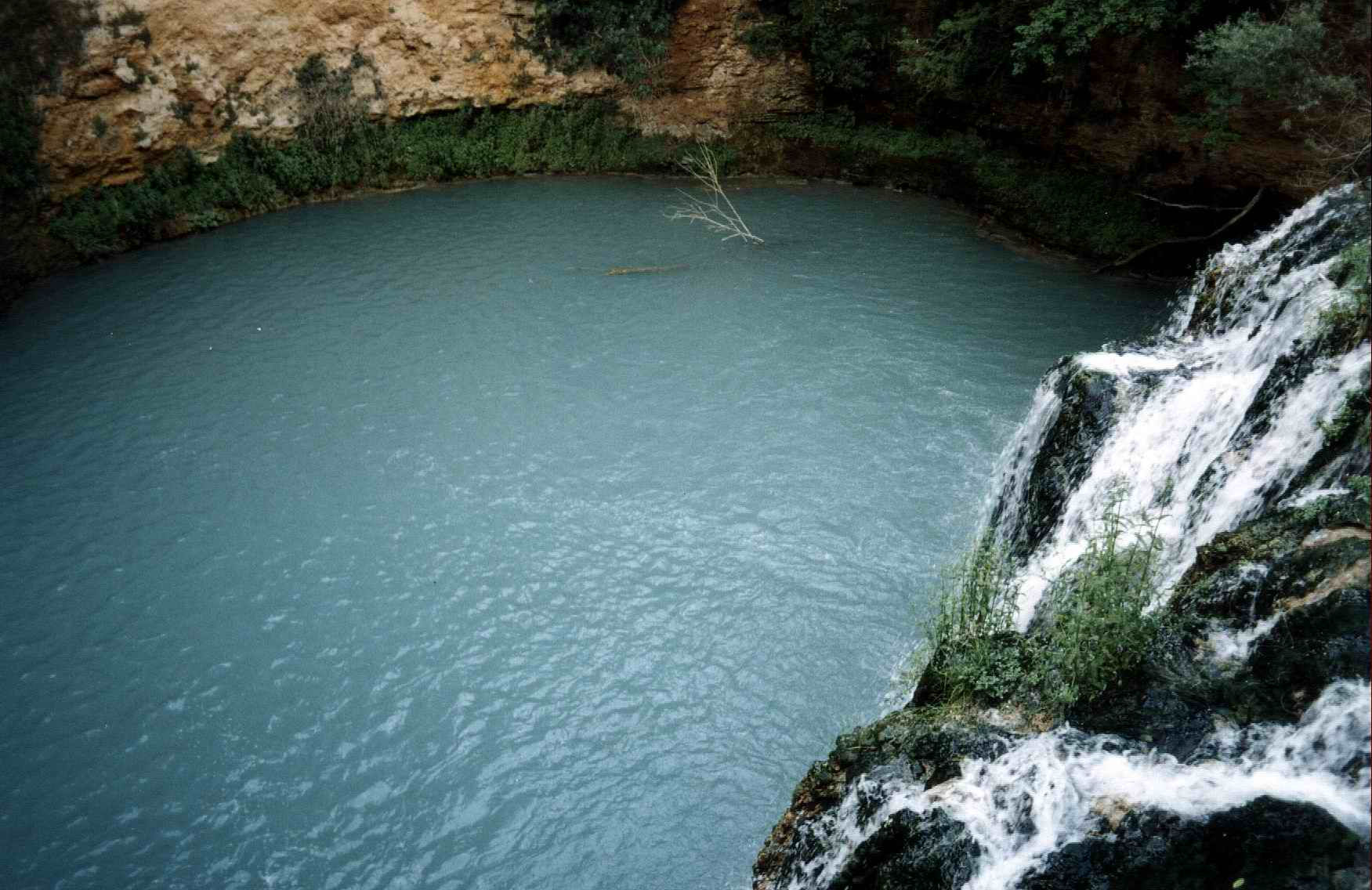
Colle di Val d'Elsa - Fiume Elsa: Il Diborrato

Il percorso inizia con la “Steccaia” ed il “Callone Reale”, due opere di ingegneria idraulica che servono, almeno fin dall'XI secolo, ad incanalare le acque del fiume nelle ”gore”, un sistema di canali artificiali che portano l'acqua verso la città e che nel corso dei secoli sono serviti ad alimentare di energia a basso costo mulini, cartiere, ferriere e altre attività sia artigianali sia industriali consentendo lo sviluppo economico della città fin quasi ai giorni nostri. Il sistema idraulico originale è stato oggetto di un restauro nel corso del XVII secolo voluto dal Granduca di Toscana Ferdinando I de' Medici.
Diversi sono i punti caratteristici che sono toccati dal percorso attrezzato e che fino a qualche decennio fa hanno costituito il “mare dei colligiani”. Subito dopo la “Steccaia” troviamo il “Diborrato”, dove le acque dell'Elsa subiscono un brusco salto creando una cascata di circa 15 metri formando una sorta di piccolo lago profondo circa 10 metri. Troviamo quindi la “Grotta dell'Orso”, la “Conchina”, il “Masso Bianco”, la “Nicchia” e la “Spianata dei Falchi”. Lungo il percorso, dotato di cartellonistica esplicativa, troviamo anche diversi attraversamenti del fiume.

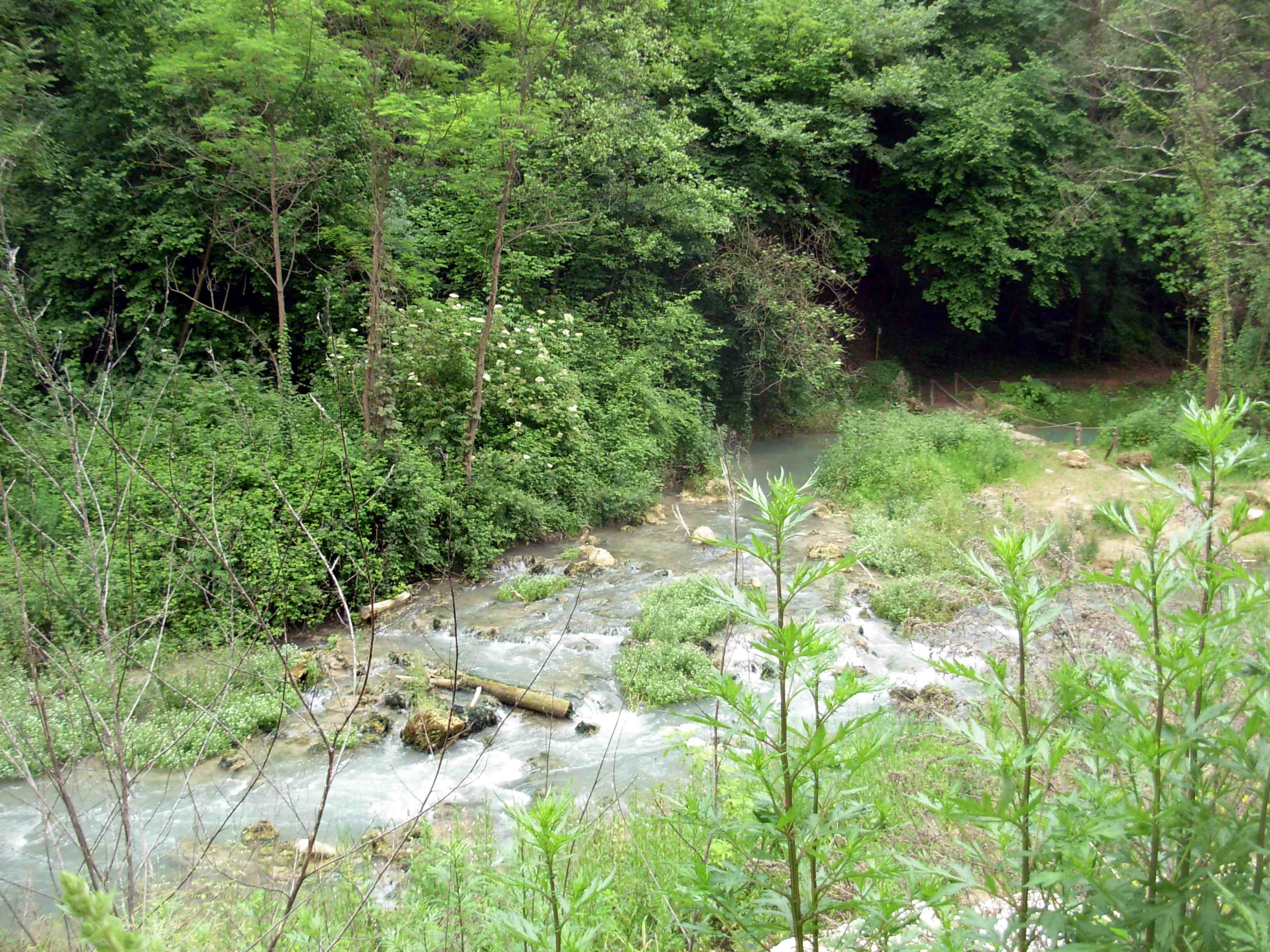
il fiume al “Masso bianco”

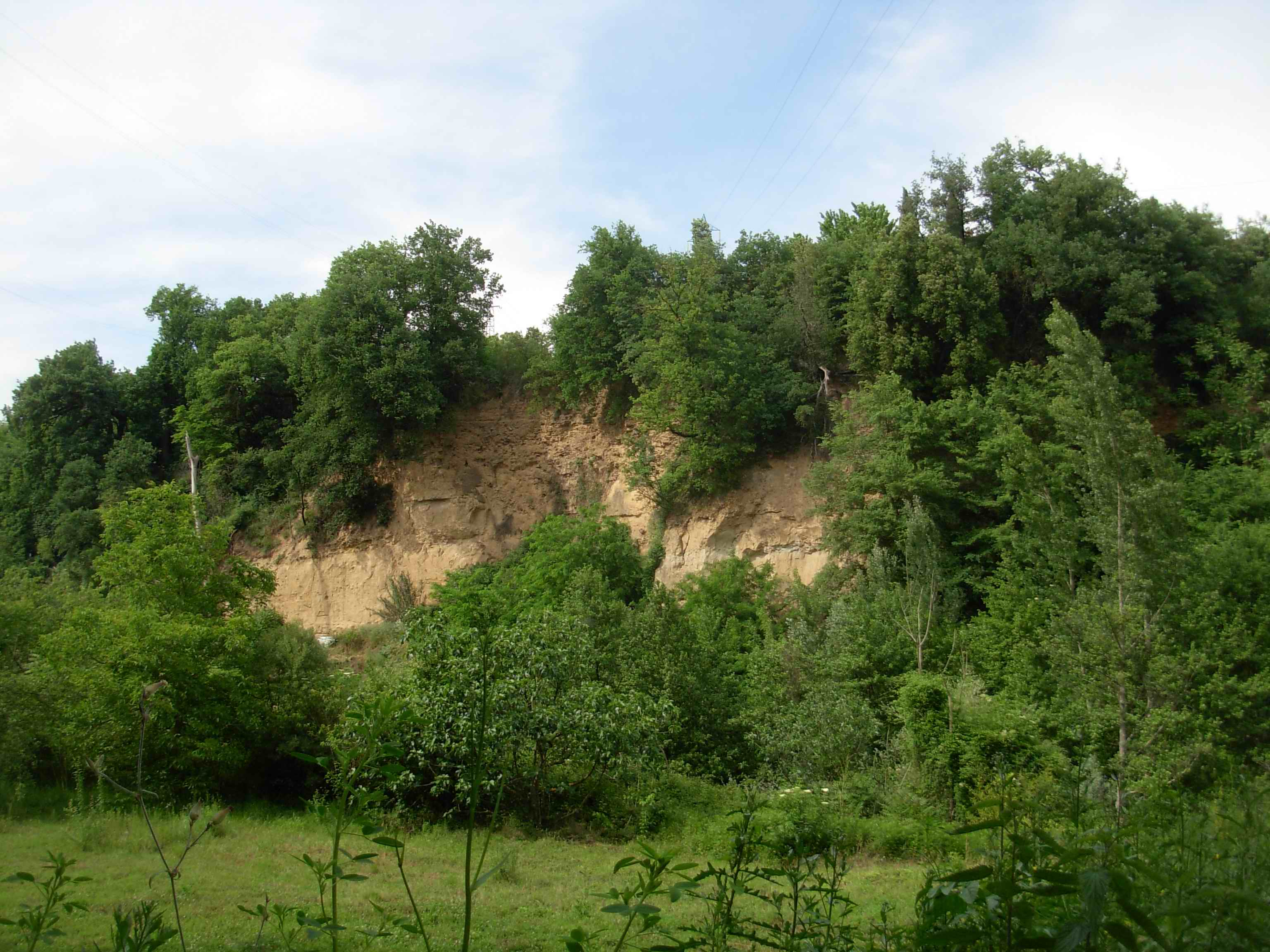
la rupe che domina la spianata dei falchi

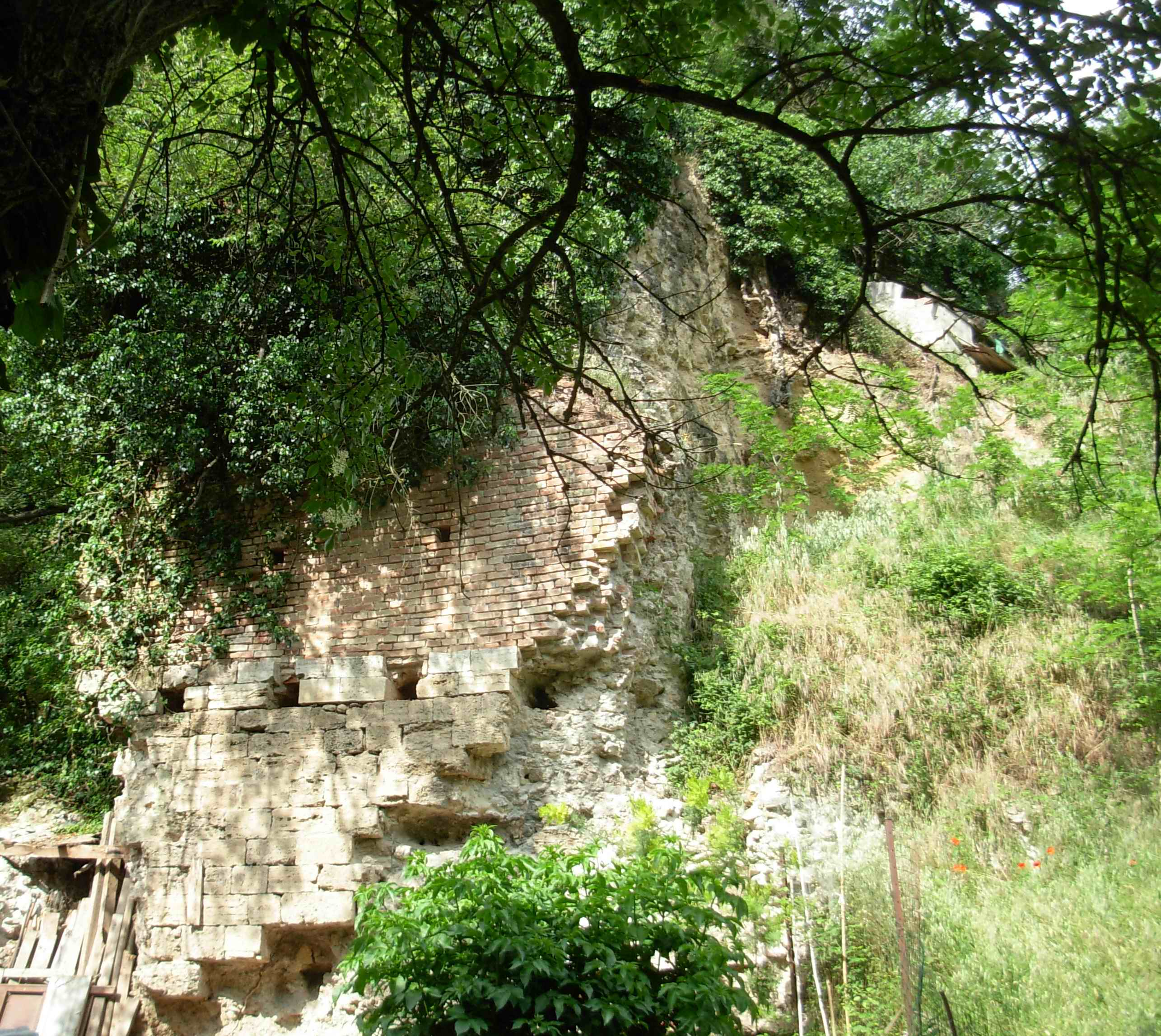
i resti del vecchio Ponte di Spugna

## La fauna

### Vertebrati

#### Pesci
- ghiozzo di ruscello (Neogobius nigricans)
- cavedano (Squalius squalus)
- barbo tiberino (Barbus tyberinus)
- barbo comune(barbus plebejus)
- carpa (Cyprinus carpio)
- rovella(Sarmarutilus rubilio)

#### Anfibi
- tritone crestato meridionale (Triturus carnifex)
- tritone punteggiato (Triturus vulgaris)
- rospo (Bufo bufo),
- raganella (Hyla intermedia)
- rane verdi (Pelophylax bergeri + P. klepton hispanicus)
- rana agile (Rana dalmatina)

#### Rettili
- biscia dal collare (Natrix natrix)
- biscia tassellata (Natrix tessellata)

#### Mammiferi
- nutria (Myocastor coypus)

#### Uccelli
- airone cinerino (Ardea cinerea)
- nitticora (Nycticorax nycticorax)
- garzetta (Egretta garzetta)
- germano reale (Anas platyrhynchos)
- gallinella d'acqua (Gallinula chloropus),
- martin pescatore (Alcedo atthis)
- ballerina gialla (Motacilla cinerea)

### Invertebrati

#### Molluschi
- cozza d'acqua dolce (Unio mancus)

### Crostacei
- gamberetto di fiume (Palaemonetes antennarius)
- granchio di fiume (Potamon fluviatile)

#### Insetti
- libellule, presenti 20 specie diverse tra cui la Sympetrum meridionale.
- farfalle, presenti 49 specie tra cui la Zerynthia polyxena cassandra e la Nymphalis antiopa
- Trichoptera spp.
- Ephemeroptera o effimere.

## La flora

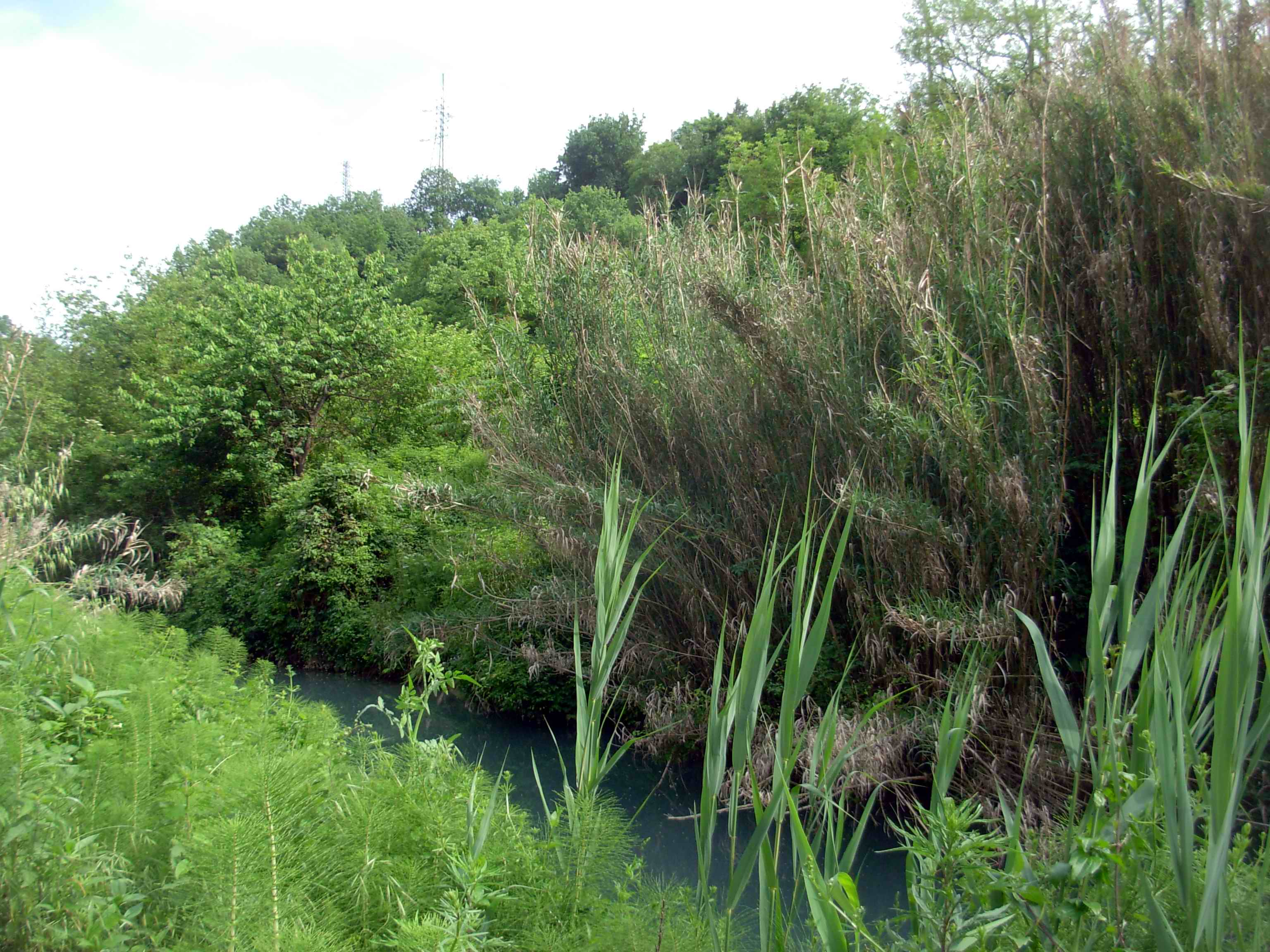
la vegetazione lungo il fiume

### Piante arboree
- pioppo (Populus spp.)
- salice (Salix spp.)
- ontano (Alnus spp.)
- frassino meridionale (Fraxinus oxycarpa)

### Piante erbacee
- tifa, chiamata anche schiancia (Typha latifolia)
- cannuccia di palude (Phragmites australis)
- crescione d'acqua (Nasturtium officinale)
- menta acquatica (Mentha aquatica)
- ranuncoli acquatici (Ranunculus spp.)
- farfaraccio (Petasites hybridus), le cui foglie possono raggiungere anche i 90 cm di larghezza e che, per la presenza di acqua, risultano talmente fresche, da essere state utilizzate, in passato, per incartare il pesce; poste sopra la testa, venivano usate anche per far passare il mal di testa
- giunco (Carex spp., Juncus spp.)
- capelvenere (Adiantum capillus-veneris)

## Galleria d'immagini

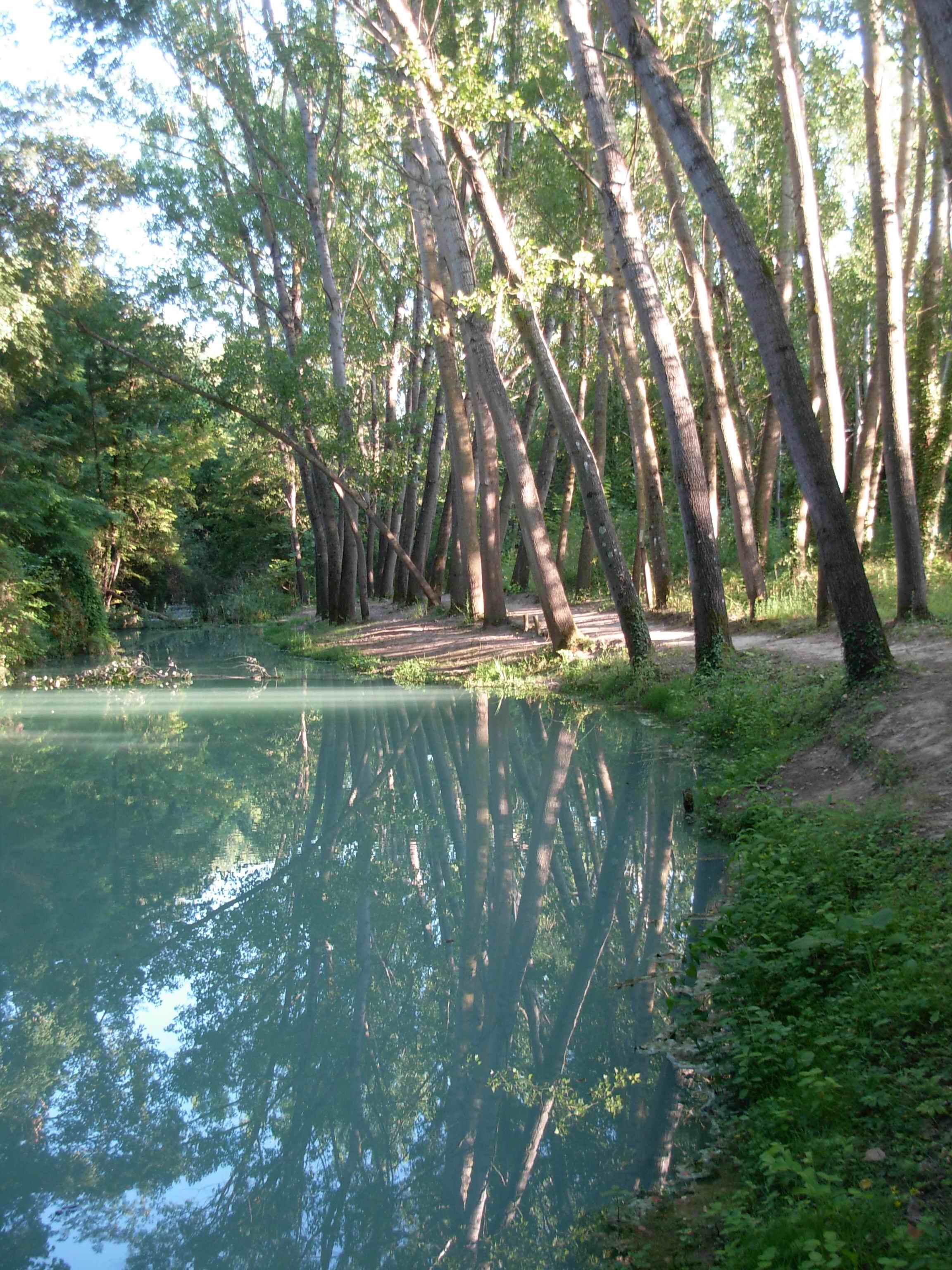
Riflessi
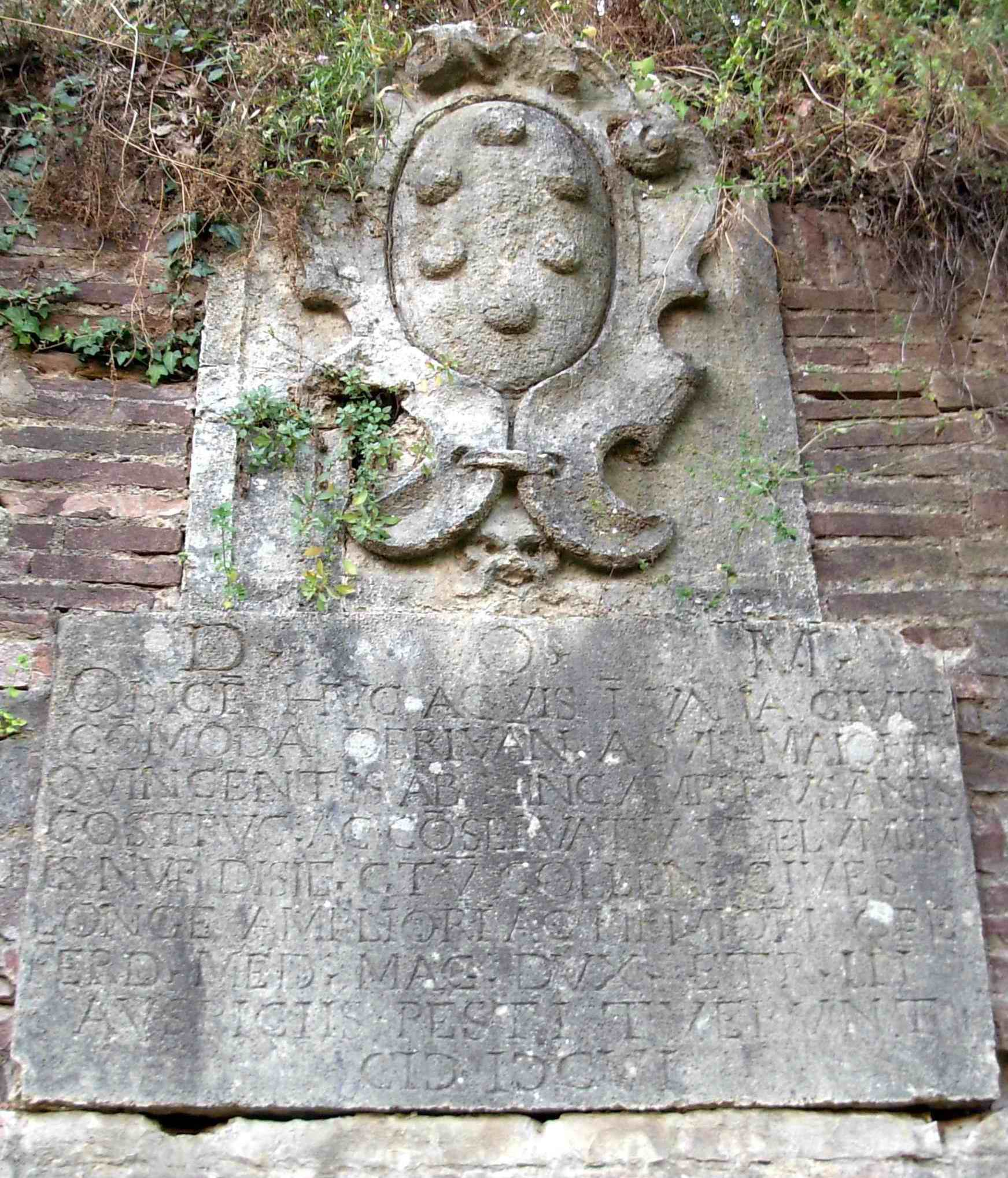
La lapide medicea
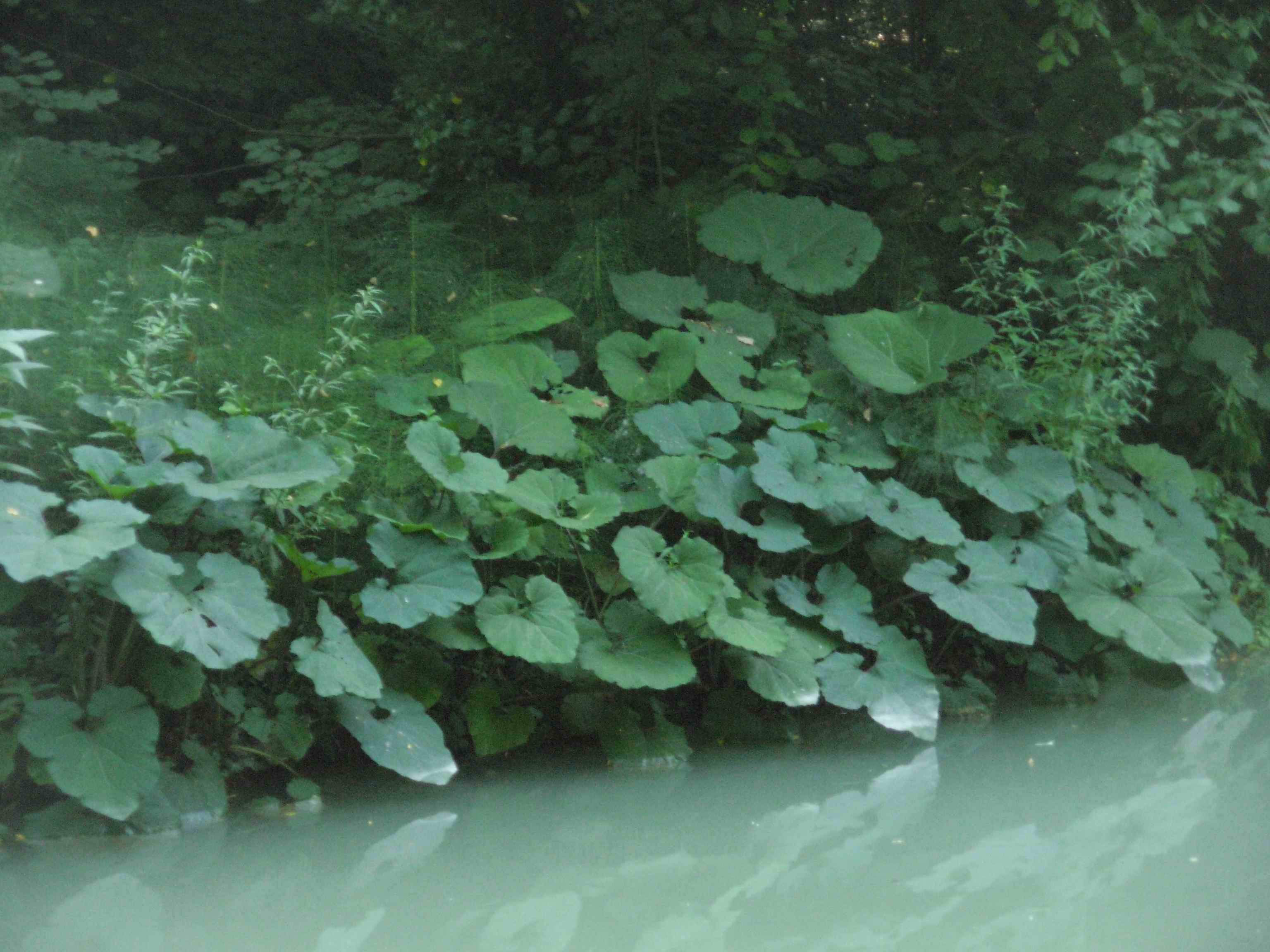
Farfaraccio
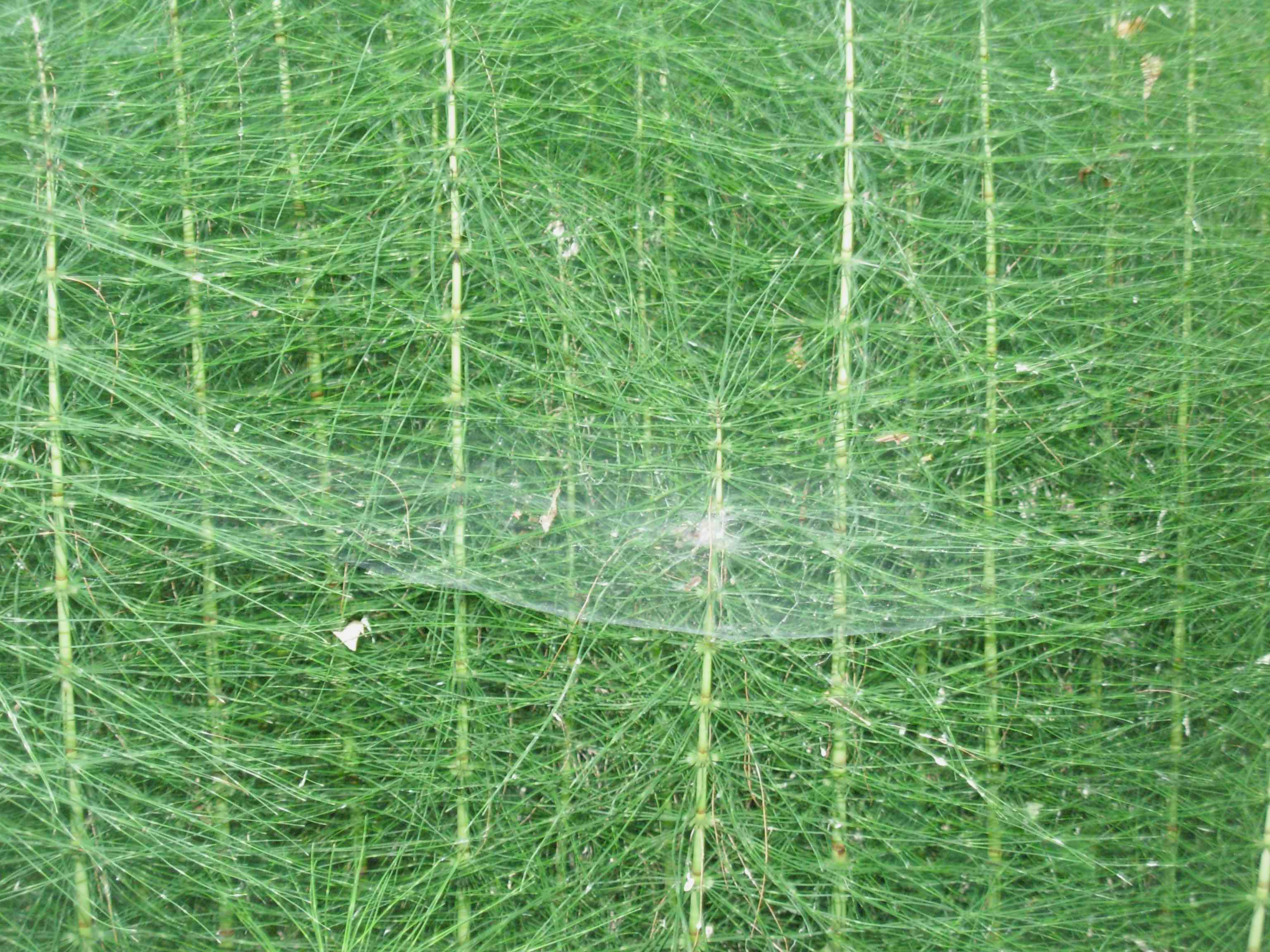
Equiseti
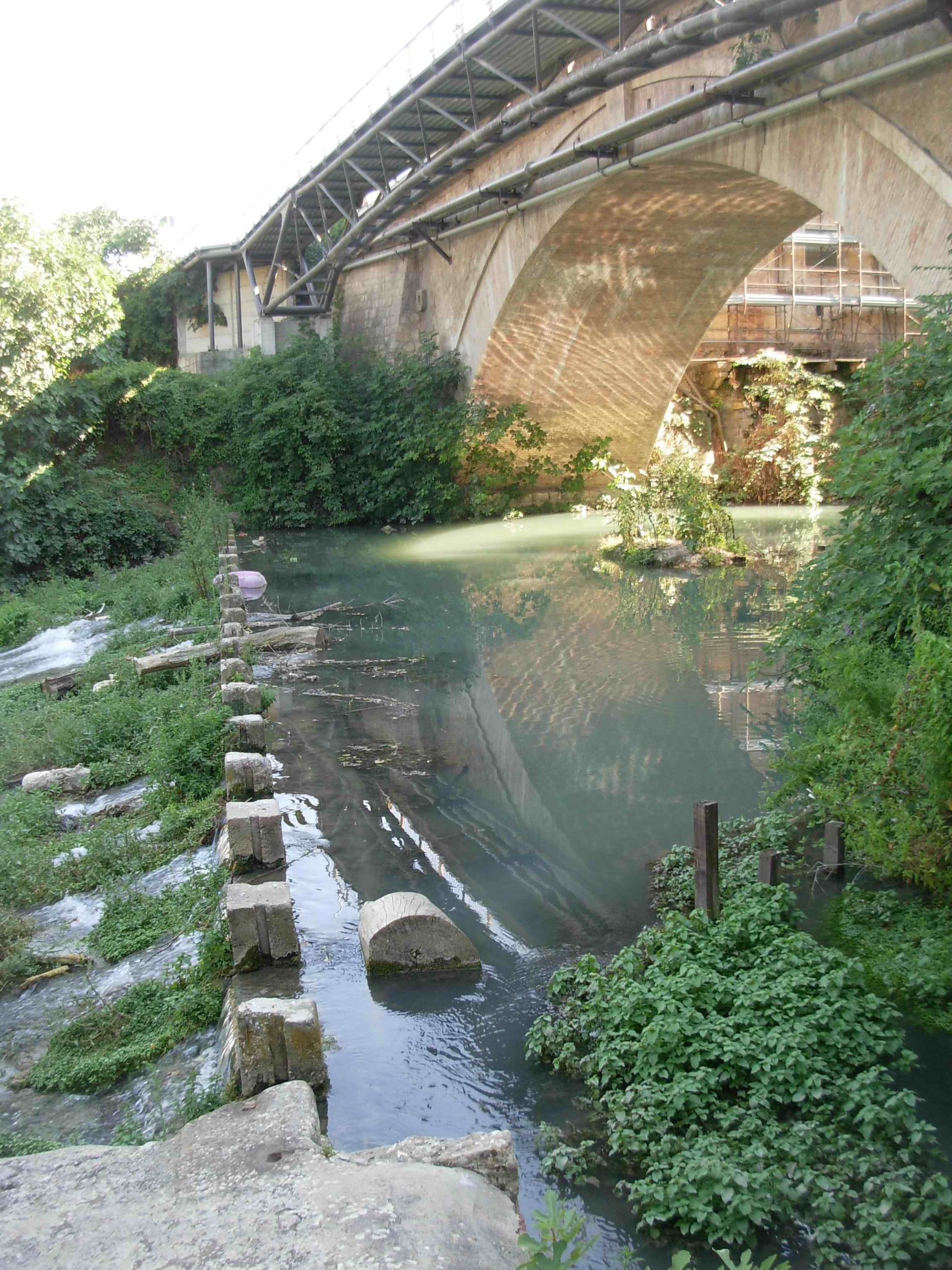
la steccaia
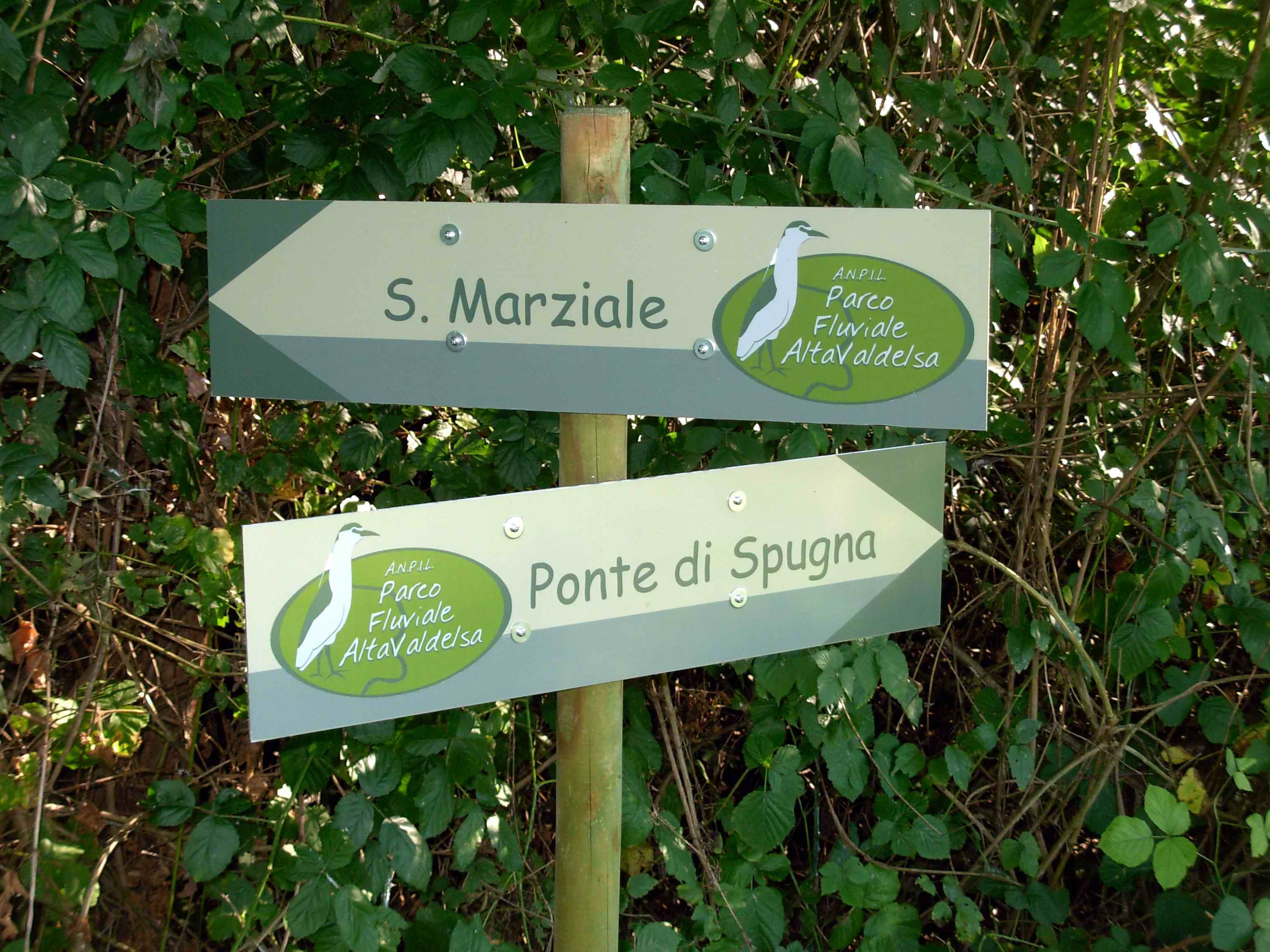
Cartellonistica lungo il Sentier Elsa